# Worldwide Developers Conference
| År                                               | Datum                                            | Plats                                            | Ref.                                             |
| Apple Independent Software Developers Conference | Apple Independent Software Developers Conference | Apple Independent Software Developers Conference | Apple Independent Software Developers Conference |
| ------------------------------------------------ | ------------------------------------------------ | ------------------------------------------------ | ------------------------------------------------ |
| 1983                                             | 8–10 augusti                                     | Dunfey Hotel                                     | [ 1 ] [ 2 ]                                      |
| Apple II Forever                                 |                                                  |                                                  |                                                  |
| 1984                                             | 23–24 april                                      | Moscone Center                                   | [ 3 ]                                            |
| Apple World Conference                           |                                                  |                                                  |                                                  |
| 1986                                             | 15–17 januari                                    | Brooks Hall                                      | [ 4 ]                                            |
| 1987                                             | 2–3 mars                                         | Universal Amphitheatre                           | [ 5 ]                                            |
| Apple Developers Conference (DevCon)             |                                                  |                                                  |                                                  |
| 1987                                             | början av april                                  | Santa Clara Convention Center                    | [ 6 ]                                            |
| 1988                                             | slutet av april                                  | San Jose Convention Center                       | [ 7 ]                                            |
| 1988                                             | september                                        | San Jose Convention Center                       | [ 8 ]                                            |
| 1989                                             | 8–12 maj                                         | San Jose Convention Center                       |                                                  |
| Worldwide Developers Conference (WWDC)           |                                                  |                                                  |                                                  |
| 1990                                             | 7–11 maj                                         | San Jose Convention Center                       | i.u.                                             |
| 1991                                             | 13–17 maj                                        | San Jose Convention Center                       | i.u.                                             |
| 1992                                             | 11–15 maj                                        | San Jose Convention Center                       | i.u.                                             |
| 1993                                             | 10–14 maj                                        | San Jose Convention Center                       | i.u.                                             |
| 1994                                             | 16–20 maj                                        | San Jose Convention Center                       | i.u.                                             |
| 1995                                             | 8–12 maj                                         | San Jose Convention Center                       | i.u.                                             |
| 1996                                             | 13–17 maj                                        | San Jose Convention Center                       | i.u.                                             |
| 1997                                             | 12–16 maj                                        | San Jose Convention Center                       | i.u.                                             |
| 1998                                             | 11–15 maj                                        | San Jose Convention Center                       | i.u.                                             |
| 1999                                             | 10–14 maj                                        | San Jose Convention Center                       | i.u.                                             |
| 2000                                             | 15–19 maj                                        | San Jose Convention Center                       | i.u.                                             |
| 2001                                             | 21–25 maj                                        | San Jose Convention Center                       | i.u.                                             |
| 2002                                             | 6–10 maj                                         | San Jose Convention Center                       | i.u.                                             |
| 2003                                             | 23–27 juni                                       | Moscone West                                     | i.u.                                             |
| 2004                                             | 28 juni – 2 juli                                 | Moscone West                                     | i.u.                                             |
| 2005                                             | 6–10 juni                                        | Moscone West                                     | i.u.                                             |
| 2006                                             | 7–11 augusti                                     | Moscone West                                     | i.u.                                             |
| 2007                                             | 11–15 juni                                       | Moscone West                                     | i.u.                                             |
| 2008                                             | 9–13 juni                                        | Moscone West                                     | i.u.                                             |
| 2009                                             | 8–12 juni                                        | Moscone West                                     | i.u.                                             |
| 2010                                             | 7–11 juni                                        | Moscone West                                     | i.u.                                             |
| 2011                                             | 6–10 juni                                        | Moscone West                                     | i.u.                                             |
| 2012                                             | 11–15 juni                                       | Moscone West                                     | i.u.                                             |
| 2013                                             | 10–14 juni                                       | Moscone West                                     | i.u.                                             |
| 2014                                             | 2–6 juni                                         | Moscone West                                     | i.u.                                             |
| 2015                                             | 8–12 juni                                        | Moscone West                                     | i.u.                                             |
| 2016                                             | 13–17 juni                                       | Bill Graham Civic Auditorium Moscone West        | i.u.                                             |
| 2017                                             | 5–9 juni                                         | San Jose Convention Center                       | i.u.                                             |
| 2018                                             | 4–8 juni                                         | San Jose Convention Center                       | i.u.                                             |
| 2019                                             | 3–7 juni                                         | San Jose Convention Center                       | i.u.                                             |
| 2020                                             | 22–26 juni                                       | Digital konferens                                | i.u.                                             |
| 2021                                             | 7–11 juni                                        | Digital konferens                                | i.u.                                             |
| 2022                                             | 6–10 juni                                        | Apple Park (endast videopresentation dag 1)      | i.u.                                             |
| 2023                                             | 5–9 juni                                         | Apple Park (endast videopresentation dag 1)      | i.u.                                             |
| 2024                                             | 10–14 juni                                       | Apple Park (endast videopresentation dag 1)      | i.u.                                             |
| 2025                                             | 9–13 juni                                        | Apple Park (endast videopresentation dag 1)      | i.u.                                             |

Logotyp från 2024 års WWDC.

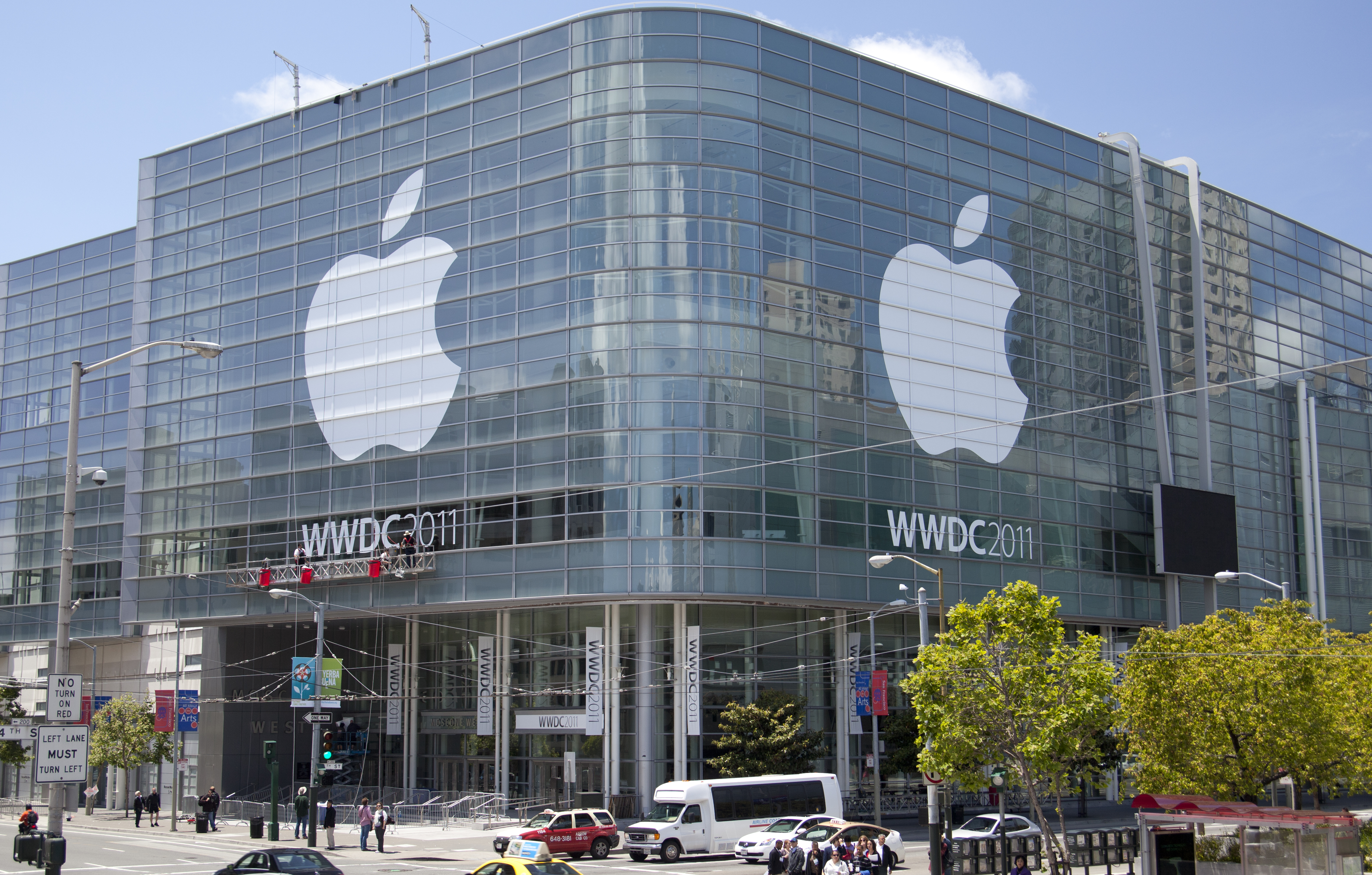
Moscone West under WWDC år 2011.

Apple Worldwide Developers Conference, förkortat WWDC, är en årlig konferens som anordnas av Apple Inc. för programutvecklare inom företagets ekosystem. Konferensen fokuserar på ny teknik och utvecklingsverktyg för macOS, iOS, iPadOS, watchOS och tvOS. 

## Översikt
WWDC hölls för första gången 1987 och har sedan dess blivit Apples huvudsakliga forum för att presentera ny programvara, utvecklingsverktyg och ibland även hårdvara. Under det inledande anförandet, den så kallade keynoten, presenterar Apple ofta nya versioner av sina operativsystem och ibland även nya produkter. Keynoten är ett av årets mest uppmärksammade teknikinslag och livesänds globalt via internet.

## Plats och format
Under många år hölls WWDC i Moscone Center i San Francisco, men sedan 2017 har evenemanget ägt rum i San Jose, främst i McEnery Convention Center. Sedan 2020 har konferensen hållits helt eller delvis digitalt på grund av covid-19-pandemin, med livesända presentationer och förinspelade sessioner tillgängliga för utvecklare över hela världen.

## Målgrupp och innehåll
WWDC riktar sig främst till mjukvaruutvecklare som arbetar med Apples plattformar. Konferensen innehåller tekniska sessioner, laboratorier med Apple-ingenjörer, designförslag och forum för nätverkande. Deltagande kräver normalt en registrering via Apples utvecklarprogram, och antalet fysiska biljetter har tidigare varit begränsat.

## Historiska höjdpunkter
Några särskilt uppmärksammade händelser under WWDC:
- 2007: iPhone introduceras för första gången.
- 2010: iPhone 4 och Retina Display presenteras.
- 2014: Introduktion av programmeringsspråket Swift.
- 2020: Apple meddelar övergången från Intel-processorer till Apple Silicon för Mac.
- 2023: Apple lanserar Apple Vision Pro, sitt första mixed reality-headset.